# عامري (ويس)
عامري (بالفارسية: عامری) هي منطقة سكنية تقع في إيران في قسم ويس الريفي.